# Raion de Călărași
Pour les articles homonymes, voir Călărași (homonymie).
Le raion de Călărași est un raion de la république de Moldavie, dans la région du Codru, dont le chef-lieu est Călărași. En 2014, sa population était de 64 401 habitants.

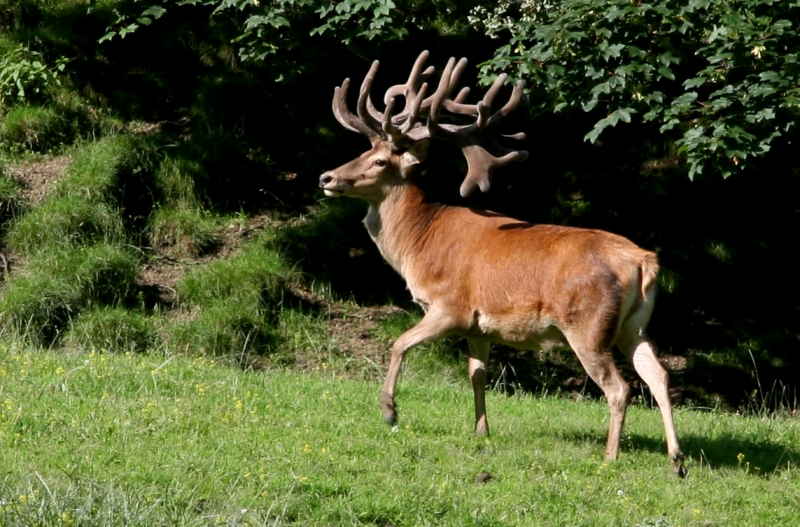
Cerf élaphe dans la réserve scientifique Plaiul Fagului

## Démographie
| Groupe ethnique      | %    |
| -------------------- | ---- |
| Moldaves et Roumains | 95,3 |
| Ukrainiens           | 3,3  |
| Russes               | 0,8  |
| Roms                 | 0,3  |
| Autres               | 0,2  |
| Bulgares             | 0,1  |
| Gagaouzes            | 0,1  |

## Économie
C'est un raion (arrondissement) essentiellement vinicole, d'ailleurs jumelé, pour cette raison, avec l'agglomération française de Villefranche en Beaujolais.

## Religions
- 98,4 % de la population du raion est de tradition chrétienne, dont une grande partie de tradition orthodoxe.
- 0,5 % de la population s'est déclaré athée ou sans religion (ce pourcentage dépassait les trois-quarts à l'époque soviétique).